# Dionísio Cerqueira
Dionísio Cerqueira é um município brasileiro do estado de Santa Catarina. Sua população, conforme a contagem do Censo Demográfico de 2022, do IBGE, é de 15.008 habitantes. Pertence à Região Geográfica Imediata de São Miguel do Oeste e à Região Geográfica Intermediária de Chapecó.

## História
Localizada no limite do Paraná com Santa Catarina e na fronteira do Brasil com a Argentina, Dionísio Cerqueira existe desde meados do século XIX, tendo seus primeiros registros em 1868 quando, durante a Guerra do Paraguai, o então Imperador Pedro II do Brasil enviou seus subordinados a região para abrir picadas em direção ao Rio Paraná.  
O pequeno núcleo urbano de fronteira era conhecido no final do século XIX pelo seu nome espanhol de Barracón, sendo nesse período um importante ponto de passagem da erva-mate pois é o único ponto de fronteira seca entre Brasil e Argentina, aparecendo em mapas Argentinos como povoado já no ano de 1890.
Em 4 de julho de 1903 foi inaugurado o marco das Três Fronteiras, onde se pode colocar um pé no Paraná (Barracão), outro em Santa Catarina e esticar um braço em território argentino, sendo fundada a Vila do Peperi-Guaçu que teve seu nome alterado no mesmo dia para Vila Dionísio Cerqueira.
A cidade foi colonizada por italianos e alemães vindos das colônias gaúchas e pertenceu a Chapecó até 1953, quando se tornou município. Seu nome é uma homenagem ao general Dionísio Evangelista de Castro Cerqueira, antigo Ministro das Relações Exteriores e que foi quem demarcou a fronteira entre Brasil e Argentina.
No início do século XX, o distrito de Barracão foi criado em 1917 logo após o fim da Guerra do Contestado e em 1938, passou a chamar-se Dionísio Cerqueira.
O município localiza-se a 760 quilômetros de Florianópolis e a 180 de Chapecó e faz fronteira nacional com a cidade de Barracão no Paraná, e fronteira internacional com a cidade de Bernardo Irigoyen, da Província de Misiones, na Argentina. 
O município é trajeto obrigatório de produtos do Mercosul, tendo o Porto Seco como local de entrada e saída de mercadorias de comércio internacional.
Uma variedade de cachoeiras e piscinas naturais compõem o cenário da região. O Cânion do Assentamento, com cachoeiras de mais de 60 m de altura, atrai amantes de esportes radicais como o water trekking e o rapel. Destacam-se também a Cachoeira do Rio Puçá e a Cachoeira do Toldo, que presenteia seus visitantes com quatro quedas d’água e locais tranquilos para banho.
Dionísio Cerqueira possui um aeroporto municipal e conta com uma boa infraestrutura hoteleira com mais de 200 leitos de hospedagem. Oferece, ainda, diversas opções de restaurantes e bares noturno.

## Pontos Turísticos
Os principais pontos turísticos da cidade estão no bairro Nascente do Peperi, são eles:
- Parque Turístico Ambiental da Integração, mais conhecido como Lago Internacional;
- Marco Grande;
- Alfândega Brasil-Argentina, passagem de um país para outro.

## Geografia
Limita-se:
- ao norte, com o município de Barracão e Flor da Serra do Sul (PR);
- a oeste, com a cidade argentina de Bernardo de Irigoyen (MN);
- ao sul, com os municípios de Princesa e Guarujá do Sul (SC);
- e a leste, com o município de Palma Sola (SC).

### Rodovias
- BR-163
- BR-280